# Parque Central de Miraflores
El Parque Central de Miraflores es un parque urbano ubicado en Miraflores (Lima). Está dividido en dos parques: el Parque John F. Kennedy y el Parque 7 de Junio. El primero le da su nombre popular al complejo del parque, conocido como Parque Kennedy.
El parque es conocido por la gran presencia de gatos callejeros y se utiliza comúnmente para eventos como ferias del libro y maratones, así como para celebraciones de las Fiestas Patrias, como el Corso Wong, y protestas políticas y sociales.

## Historia
El Parque Central de Miraflores tiene una superficie de 22 000 m². Se divide en dos: Parque 7 de Junio y Parque Kennedy. El parque fue bautizado con el nombre de "7 de Junio" en homenaje a los combatientes peruanos inmolados en el Morro de Arica en 1880.
En 1990, se remodela la totalidad del parque, durante la gestión del alcalde Alberto Andrade. El proyecto fue diseñado por ARQUIDEA (arquitectos Javier Artadi, Juan Carlos Doblado y José Orrego).
En julio de 1995, con motivo del Día Internacional del Orgullo LGBT y de los 25 años de los sucesos de Stonewall, un reducido grupo de manifestantes LGBT del MHOL fue convocado en este parque, lo que se considera la primera marcha del orgullo en Lima.
Este espacio verde miraflorino es conocido como “Parque Kennedy” a raíz de la colocación de un busto del ex presidente estadounidense John F. Kennedy, asesinado en Dallas en 1963. Dicho busto es ubicado en la parte posterior de este parque, por disposición del alcalde Fernando Andrade Carmona el 21 de noviembre del 2003, con ocasión de hermanar a la ciudad de Miraflores con la de Pensacola, Florida.
Entre 2015 y 2016, durante la segunda gestión del alcalde miraflorino Jorge Muñoz Wells, se construyó un estacionamiento subterráneo de 4 niveles inaugurado el 15 de diciembre de 2016, por lo que se eliminaron los estacionamientos en las avenidas colindantes y se ensancharon las veredas.
El 27 de julio de 2019, durante el desarrollo de los Juegos Panamericanos Lima 2019, los 36 mejores maratonistas de América se dieron encuentro para participar en una de las pruebas emblemáticos del atletismo. El parque fue el punto de partida y llegada de la Maratón, en la modalidad de mujeres y hombres.

### El parque de los gatos
Este parque tiene una particularidad que lo hace famoso y es la gran cantidad de gatos que hay en éste. Éstos se pasean por los jardines y caminarías del parque y buscan comida, pero también caricias de sus visitantes. En 1994, había ratones en la zona, y para resolver este problema, las personas han empezado a dejar sus gatos en el parque.Éstos se han reproducido y ahora son parte del parque.

## Usos
Todos los días, artistas locales hacen presencia en el parque, para ofrecer cuadros y artesanías a visitantes y transeúntes. También, dentro del parque, está el anfiteatro Chabuca Granda, donde se realizan espectáculos artísticos y folclóricos los fines de semana. A un lado del parque, se ubica la Parroquia de la Virgen Milagrosa, iglesia católica construida en 1939. En ésta, se pueden apreciar vitrales con imágenes de la vida de Jesucristo.
Por su transcurrencia en la población, es común llevarse a cabo diversas actividades al servicio de residentes y turistas del distrito, como la Feria del Libro Ricardo Palma.Tradicionalmente, se realizan en julio actividades por Fiestas Patrias, como el denominado Corso Wong.También es un lugar donde se suele convocar manifestaciones deportivas y de carácter político.
Alrededor del parque, se concentra la actividad comercial y nocturna de Miraflores. Frente al parque, por la avenida Diagonal, se encuentra variedad de restaurantes. También está la denominada «calle de las pizzas», una calle tan transitada los fines de semana por la noche, pues en ésta se encuentran bares y algunos lugares para bailar.

## Lugares de interés
- Óvalo de Miraflores.
- Iglesia Matriz Virgen Milagrosa.

## Galería

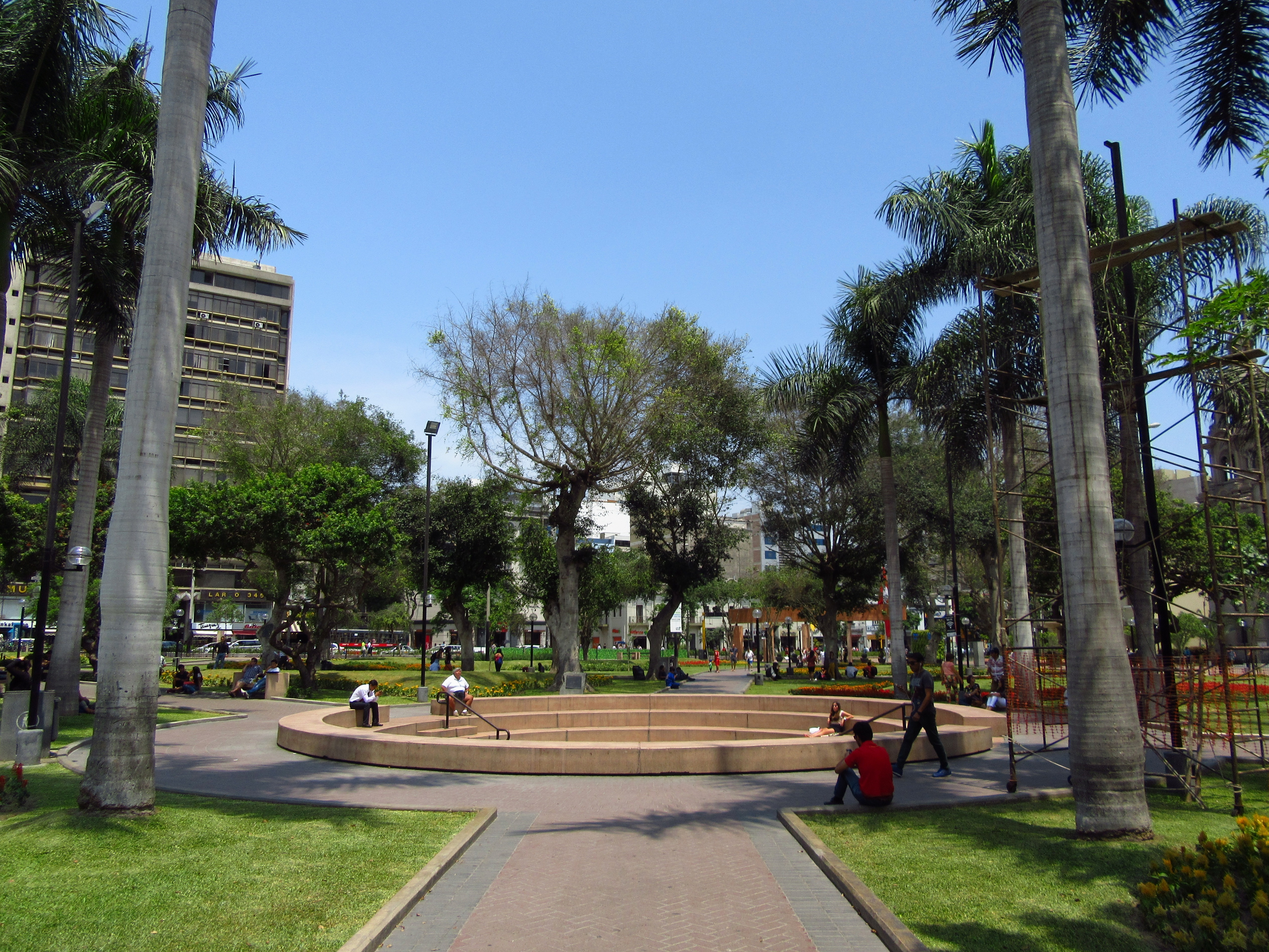
Rotonda del Parque 7 de Junio.
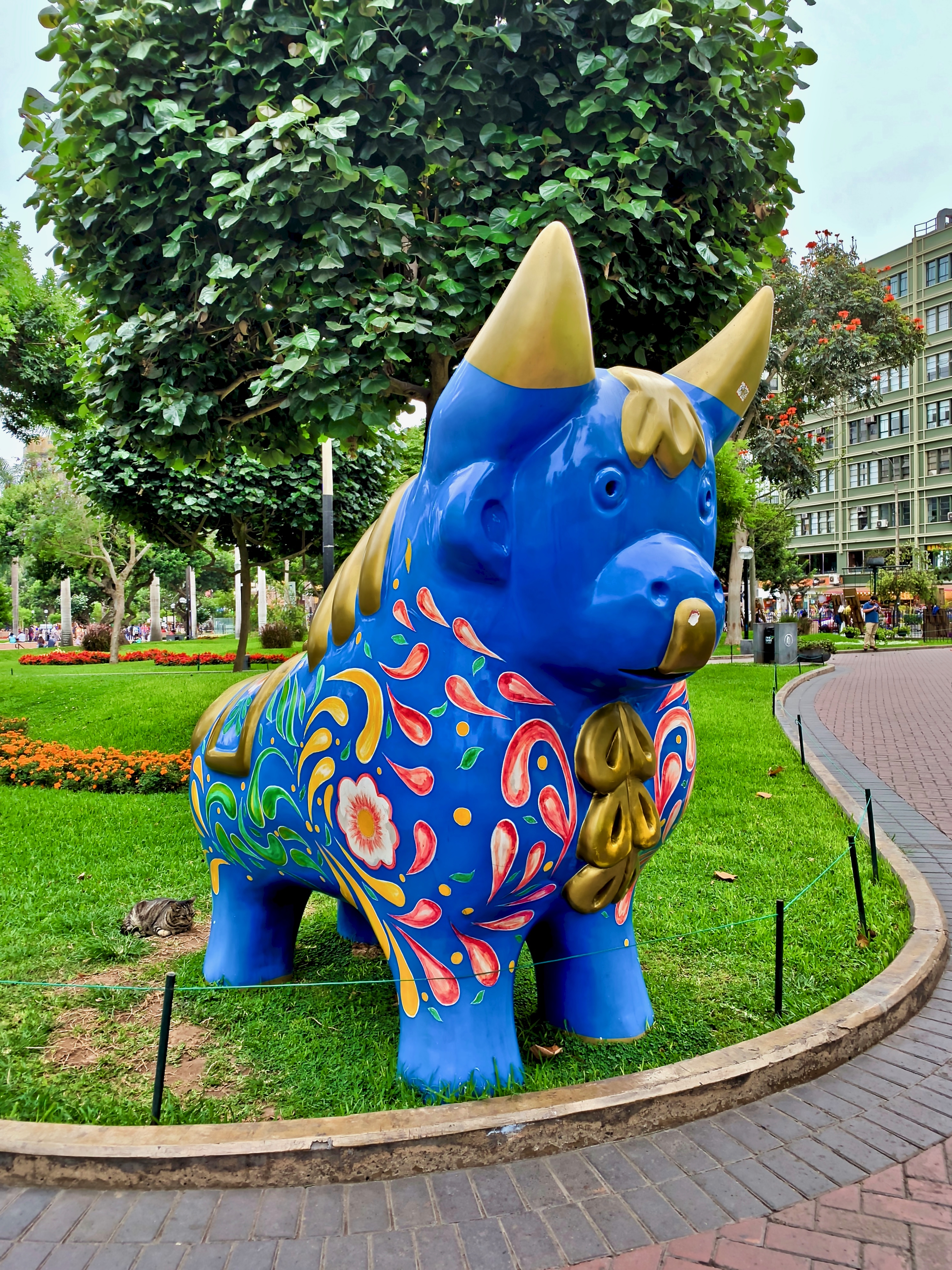
Torito de Pucará.
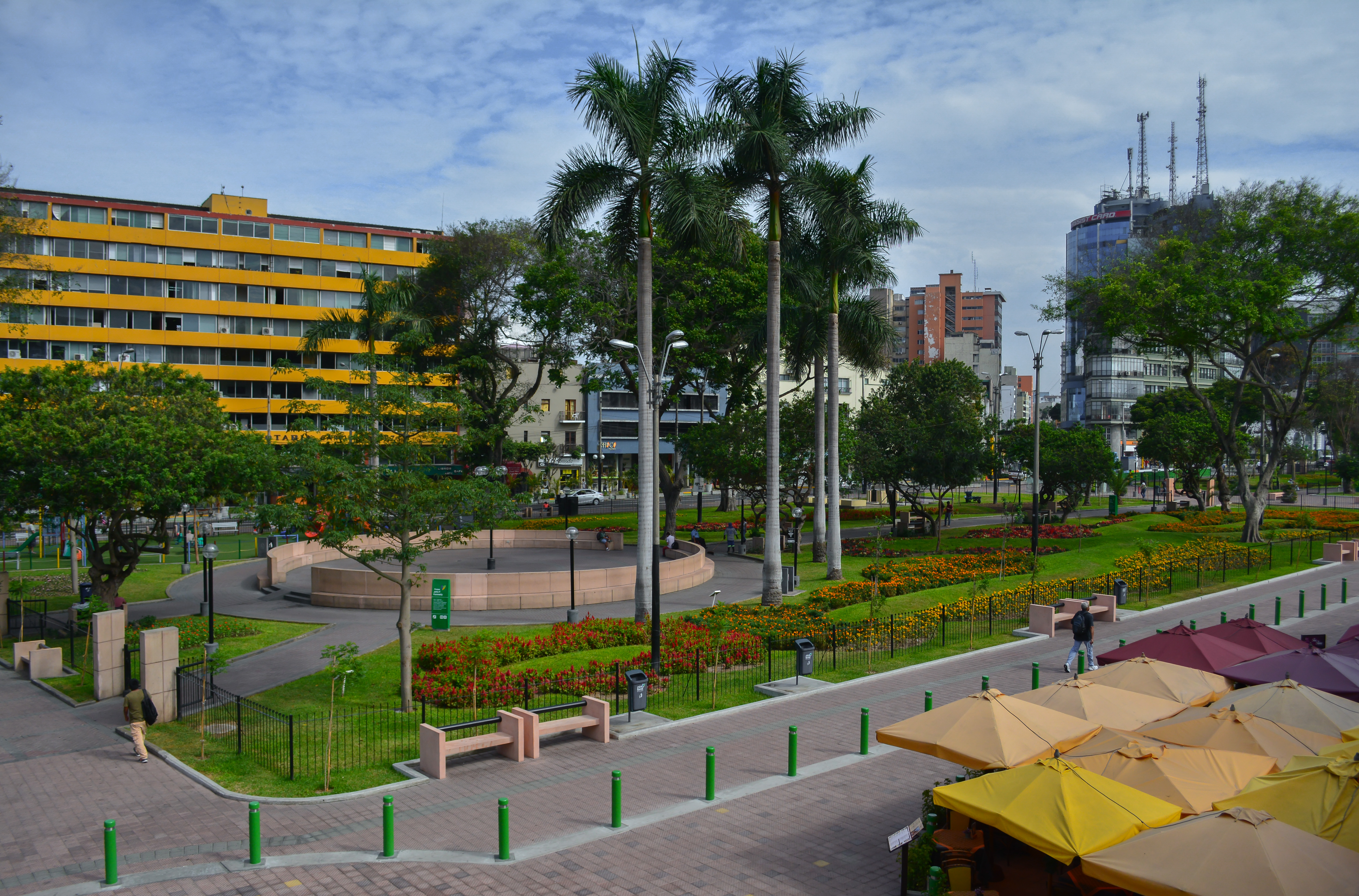
Parque Kennedy.